# Thurso (Écosse)
Pour les articles homonymes, voir Thurso.
Thurso (du vieux norrois signifiant « rivière de Thor »), Inbhir Theòrsa en gaélique écossais, est un bourg côtier de 9 000 habitants (en 2001) situé à l'extrême nord de l'Écosse, dans le Highland council area. Thurso est la ville la plus au nord de l'île de Grande-Bretagne.
Son nom vient du norrois, et signifie « la rivière de Thor » . Thor était un des dieux norrois.
Thurso est aussi la ville la plus septentrionale du Royaume-Uni qui soit desservie par le train puisqu'elle est le terminus nord de la Far North Line (en) venant d'Inverness.